# Citycenter Celje
Citycenter Celje je nakupovalno središče v Celju. Odprlo se je leta 29. avgusta 1995 kot Center Interspar Celje z 22 lokali, za kupce je začelo delovati naslednji dan.
Je največje nakupovalno središče v Celjski regiji. Ima dve nadstopji, okoli 90 lokalov na 32.000 m² površine in 800 zaposlenih. Nahaja se na obrobju mesta. Zasnovala sta ga arhitekta Heinz H. Brunner in Zuschnig Georg. Je del mreže evropskih nakupovalnih središč SPAR European Shopping Centers.

## Gradnja
Za gradnjo so se odločili zaradi zadovoljstva nad poslovanjem Interspara v ljubljanskem BTC-ju. Zgradil ga je velenjski Vegrad. Investicija je bila vredna 2,3 milijarde tolarjev (brez opreme). Investitorji so bili Allbet in Euromarkt iz Salzburga ter BTC Shopping Center in PSM Mercator iz Ljubljane. Takratni direktor centrov v Ljubljani in Celju je bil Igor Mervič.

### Otvoritev
Trak je prerezal takratni celjski župan Jože Zimšek.

## Širitve in obnove
Leta 1997 so dogradili Center z delom proti Baumaxu. Širitev in obnova 19.761 m² velikega objekta od decembra 2004 je trajala 14 mesecev. Investitor je bil ASPIAG management AG v sodelovanju s podjetjem Spar Slovenija d. o. o. Investicija je bila vredna več kot 10 milijard SIT oz. 44 milijonov evrov. Število lokalov se je povečalo s 33 na 81. Prenovljeni Center Interspar Celje je odprl vrata 15. marca 2006 pod zdajšnjim imenom.
V začetku avgusta 2014 so začeli s prenovo nakupovalnega središča na vzhodnem delu, ki je trajala tri mesece. Obstoječim prodajalnam so se pridružile nove, nekatere obstoječe so spremenile svojo podobo. Investicija je bila vredna 5 milijonov evrov.

## Trženje
Njegovo najpomembnejše orodje za trženje so dogodki, nekateri so vsakoletni. Obletnico poslovanja vsako leto obeležijo z modno revijo, ki jo spremljajo pevci, plesalci in ostali nastopajoči. Vsakič ima drugo temo. Izdaja svoj brezplačni časopis Citycenter magazin, do leta 2013 imenovan Citycenter.

## Kritike
Odprtje Intersparovega centra je negativno vplivala na poslovanje trgovcev v mestnem jedru. Ljudje hodijo v Intersparov center zaradi lažje dostopnosti in večje ponudbe.
Tadej Kozovinc, dolgoletni gostinec iz starega mestnega jedra, meni, da se obiskovalci zaradi pomanjkanja parkirnih mest vozijo dalje in gredo tako raje v nakupovalno središče: »V nakupovalnem središču je topla greda, brezplačen parkirni prostor, happy life, v centru pa je večkrat težko dobiti parkirno mesto. Sploh za tiste, ki niso domačini in mesta ne poznajo dobro. Če hočeš priti k nam v Kuba Libre, se pripelješ v Cankarjevo ulico, če je tistih 17 parkirnih mest zasedenih, se pelješ naprej in si hitro na drugem koncu mesta. Zakaj bi hodil nazaj? Toliko bolj prikladno je iti v Cityja.« Za Citycenter je tudi rekel, da ga ljudje kljub pritoževanju nad tem, da v mestnem jedru ni nikogar, raje obiščejo zaradi večje izbire. O samem mestnem jedru je dejal: »V Celju ni pravega mestnega utripa. S prenovo smo mesto shirali, nikakršen obrat se ni zgodil, tudi ponudbe ni bilo. Ko odpreš lokal ali gostilno, se moraš zavedati, da boš leto ali dve verjetno v minusu. Ljudje se začetne krize ustrašijo in odidejo. Taka je realnost in res je škoda, da mesto ne zaživi, kot bi moralo.«